# Жан Лабор
Жан Лабо́р (фр. Jean Laborde; 16 жовтня 1805, Ош, Франція — 27 грудня 1878, Антананаріву, Мадагаскар) — французький промисловець, який організував на Мадагаскарі перше промислове виробництво. Жан Лабор був головним інженером королівства Імерина при королеві Ранавалуні I. Перший консул Франції на Мадагаскарі.

## Біографія

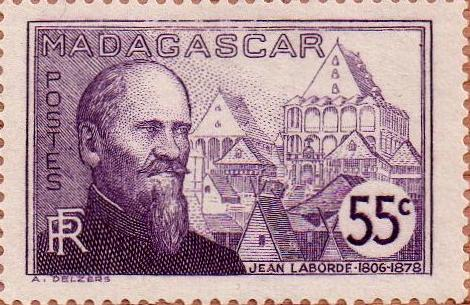
Жан Лабор на поштовій марці Мадагаскару 1938 р.

Син коваля. З 1815 до 1818 року навчався в коледжі, з 1819 по 1822 роки працював підмайстром в кузні батька. З 1823 по 1826 роки служив в драгунському полку, закінчив службу в чині сержанта. 1831 року — Жан Лабор, у віці 26 років, виявився після корабельної аварії на Мадагаскарі, де незабаром, завоювавши довіру в уряду Імеріни, отримав великі ділянки землі і матеріальні засоби для забезпечення озброєннями мадагаскарської армії. За допомогою інших п'яти європейців-інженерів він створив промислові виробництва і технологічний центр. Не маючи імпортної техніки з Європи, інженери за п'ять років змогли організувати на Мадагаскарі повний виробничий цикл з виробництва заліза, сталі, зброї, пороху, гармат, водяних млинів, скла, прядильних і ткацьких верстатів. Були побудовані доменні печі з водяними двигунами для виробництва чавуну, засновані заводи, що виробляють пружинну сталь, скло, цеглу, цемент, текстиль та озброєння. Крім цього, Жан Лабор побудував для королівської сім'ї чотириповерховий палац, будував в різних частинах острова шахти, дороги, мости і невелику ділянку залізниці на кінній тязі.
1857 року Жан Лабор був втягнутий в змову проти Ранавалуни I, який спровокував Жозеф-Франсуа Ламбер і був змушений покинути Мадагаскар. Після смерті Ранавалуни I, при королі радам II, він повернувся на острів. Наполеон III призначив його консулом Франції на Мадагаскарі. Жан Лабор помер на Мадагаскарі 27 грудня 1878 року.

## Епонімом
Вид хамелеонів Furcifer labordi, що мешкає на Мадагаскарі, названий на честь Лабора.

## Джерело
- Wolf Angebauer: Die Aufzeichnungen des Maonjana aus dem Madagaskar des frühen 19. Jahrhunderts. Eine historische Erzählung. Jerry Bedu-Addo Books on African Studies, Schriesheim 1998 ISBN 3-927198-15-3
- Roland Barraux, Andriamampionona Razafindramboa: Jean Laborde. Un Gascon à Madagascar. 1805—1878. L'Harmattan, Paris ua 2004, ISBN 12-475-6956-X
- J. Chauvín: Jean Laborde. 1805—1878. (= Mémoires de l'Académie malgache; 29). Pitot de la Beaujardière, Tananarive 1939
- Eugène David-Bernard: Ramose ou la vie aventureuse de Jean Laborde (1805—1878). (= Bibliothèque de L'Institut Maritime et Colonial). Le Liseron, Paris 1946
- Patrick Ribot: Jean Laborde. Un illustre méconnu. Éditions Orphie, Saint-Denis 2005, ISBN 2-87763-296-2